# Christine af Frankrig
Christine af Frankrig (10. februar 1606 – 27. december 1663) var en fransk prinsesse, der var hertuginde af Savoyen fra 1630 til 1637 som ægtefælle til hertug Viktor Amadeus 1. af Savoyen. Hun var den næstældste datter af Kong Henrik 4. af Frankrig og hans anden hustru Marie af Medici.

## Ægteskab og børn
Christine blev gift den 10. februar 1619 i Louvre i Paris med den senere Hertug Viktor Amadeus 1. af Savoyen (1587– 1637). Christine og Viktor Amadeus fik otte børn. Blandt dem var:
- Karl Emanuel 2. af Savoyen, der blev hertug, da en ældre bror døde.
- Enrichetta Adelaide Maria (Adelheid) af Savoyen, der blev mor til kurfyrste Maximilian 2. Emanuel af Bayern, og mormor til kong Filip 5. af Spanien.